# Old School – Institute for Contemporary Art
Old School – Institute for Contemporary Art, kurz Old School ICA oder OSICA, ist ein privat betriebenes Ausstellungs- und Seminarhaus auf der Stadtinsel Havelberg im Landkreis Stendal in Sachsen-Anhalt.

## Geschichte
Das Gebäude in der Havelberger Schulstraße 3 wurde Anfang des 19. Jahrhunderts errichtet und diente zunächst einer Gerberei als Produktionsstätte und deren Inhabern als Wohnhaus. Es überstand den Stadtbrand von 1870 als eines von wenigen Häusern relativ unbeschadet. Nachdem die Gerberei Spitter Anfang der 1950er-Jahre ihren Betrieb eingestellt hatte, wurde das Haus als Unterkunft für Vertriebene und ab den späten 1960er-Jahren bis kurz nach der Wende als Grundschule genutzt.
Das Gebäude ist Teil des archäologischen Flächendenkmals der Stadtinsel Havelberg.
2014 erwarb der Kulturwissenschaftler und Publizist Wolf Guenter Thiel das Gebäude und sanierte es bis 2020 gemeinsam mit der Künstlerin und Grafikdesignerin Anke Leonhardt mit historischen Baumaterialien und unter Berücksichtigung der früheren Nutzung als Schulhaus. Das Gebäude beherbergt neben den privaten Wohnräumen Ausstellungs- und Seminarräume, eine offene Werkstatt sowie ein Gaststudio für Künstlerinnen und Künstler.
Von Mai bis Oktober 2015 fand in der Old School ICA parallel zur Buga 2015 Havelregion eine Ausstellung des Johann Heinrich von Thünen-Instituts, Braunschweig, statt. Die Ausstellung zeigte Beispiele für die nachhaltige Weiterentwicklung ländlicher Räume, der Land-, Forst- und Holzwirtschaft sowie der Fischerei. Im Herbst 2015 begann die Zusammenarbeit mit der Landesvereinigung kulturelle Kinder- und Jugendbildung Sachsen-Anhalt (LKJ Sachsen-Anhalt) im Projekt „Dehnungsfuge“, die bis heute andauert. Im Dezember 2015 wurde mit dem Theater der Altmark ein Teeraum für unbegleitete jugendliche Flüchtlinge geschaffen. Seitdem wurden zusammen mit der LKJ Sachsen-Anhalt im Rahmen der Programme „Dehnungsfuge“ und „ZWEIHEIMISCH:GeNial“, „Resonanzboden – House of Resources“ und „Demokratie leben“ kontinuierlich unterschiedlichste Formate aus dem Bereich der Jugendkultur und -bildung sowie der Erwachsenenbildung in Form von Workshops, Ausstellungen und Vortragsveranstaltungen durchgeführt.
Gastkünstler, die in der Old School ICA arbeiteten, waren Azby Brown, Hofstetter Kurt, Barbara Doser, Kristian von Hornsleth, Aneta Panek oder Christine Liebich.
Ziel der Betreiber der Old School ICA ist die Förderung von Kunst und Kultur in Havelberg. Die Old School ICA hat hierzu Bildungsformate entwickelt, die die Verbindung von Kultur und sozialer Arbeit betonen, und bietet erlebnispädagogische Bildungsformate mit Künstlern und Kulturschaffenden an. 2024 wird zusammen mit der Burg Giebichenstein Kunsthochschule Halle und KinderStärken e. V., einem Institut an der Hochschule Magdeburg-Stendal, das Format „Zukunft gestalten“ umgesetzt. Seit 2022 veranstalten die Betreiber der Old School ICA eine jährliche Konferenz mit Namen „Utopienale“. Sie nehmen seit 2015 am Programm des jährlich stattfindenden „Kurzfilmtags“, am seit 2022 jährlich stattfindenden „Tag der Druckkunst“, an der „Langen Woche der Nachhaltigkeit“ und der „Interkulturellen Woche“ teil.

## Veranstaltungen
In der Old School ICA finden Ausstellungen, Lesungen, Vorträge, Workshops, Diskussionen und Filmabende statt.

### Vorträge und Konferenzen
2024  „Utopienale III“ (Zukunftskonferenz mit Künstlern, Wissenschaftlern und Aktivisten)

2023  „Utopienale II“

2022  „Utopienale I“

2022  „Utopie als Methode – Grün in der Stadt“ (Tagung in Kooperation mit Hartmut Balder, Berlin, und Andrea Haase, Dessau)

2019  „Chancen und Perspektiven im interkulturelle Austausch in der Praxis kommunaler Entwicklungspolitik“ (Vortrag und Diskussion im Rahmen der Interkulturellen Woche im Landkreis Stendal)

2019  „70 Jahre Grundgesetz – Die Würde des Menschen ist unantastbar!“ (Vortrag von Christoph von Katte)

2018  Konferenz der Akteure von „Landlebtdoch“ im Rahmen des Programms „Neulandgewinner. Zukunft erfinden vor Ort“

2015  „Wer plant die Planung“ (Vortragsabend mit Martin Schmitz und Karsten Wittke)

### Ausstellungen
2023  „Neue Druckgrafik aus Österreich“ (u. a. mit Grafiken von Heinrich Dunst, Thomas Redl und Iv Toshain)

2023    Bruno Raetsch: „Nettermen“ (Skulptur und Malerei)

2023  Thomas Harzem: „Afterwards“ (Fotografie und Videos)

2022  Günter Klam (Übersichtsausstellung über das Lebenswerk)

2022  Kristian von Hornsleth: „Hornsleth's Homeless Tracker Project“, „Hornsleth Village Project“, „Hornsleth Deep Storage Project“

2022  Heidulf Gerngross (Zeichnungen und Teppiche)

2021  Günter Klam: „Tochter der Frau Harke“ (Skulptur im öffentlichen Raum der Gemeinde Kamern)

2019  Christine Liebich: neue Skulpturen (im Rahmen des Projekts „Kunst im Gartensommer“)

2018  „Urban Sketching“ (mit Zeichnungen von Eckhard Feddersen, Kristin Tessen, Torsten Krüger, Ludwig Krause, Ingo Schrader und Michael Kny)

2018    Ingrid Bahß und Anke Leonhardt: „Zugezogen / Mein Freund der Fluss“ (Fotografie)

2017  Gerhard Baer: „Social Plastics“

2017  Yoko Hata: „Neue Arbeiten“

### Lesungen
2023  Literaturabend „Pascha, Kaiser und Sultanin“ mit Ammar Awaniy, Mieste Hotopp-Riecke und Thomas Weinberg

2021  „Orient im Nüscht“ mit Ammar Awaniy und Mieste Hotopp-Riecke

2018  Literaturabend „Zweiheimisch“ mit Ammar Awaniy, Christoph Peters und Şehbal Şenyurt Arınlı

2018  „Flussgedichte von Johannes Bobrowski“ (Vortrag: Ingrid Bahß)

2017  „SchrödingERs Katze“ von Milena Nikolova

### Sonstiges
2023  „Willkommen zu Hause“ – Aktionsprogramm mit dem Jugendzentrum Havelberg und dem Haus der Flüsse (Biosphärenreservat Mittelelbe)

2021  Workshops „Halal.Koscher.Lecker“ zusammen mit Hayati e. V., „Making Healthy Food Fun“, Leipzig

2020  Kinderprojekt „Essbare Stadt Havelberg“ zusammen mit Hayati e. V., „Making Healthy Food Fun“, Leipzig

2019  „Franko.Folie! Bittet zu Tisch“ – Abschlussveranstaltung des Projektes „Kunst im Gartensommer“

2017  Sommertheater-Camp der Theatergruppe „Radikanten & Meer“ aus Magdeburg

2016  Sommerfest des „Bündnisses für Familie“